# 矢吹町立中畑小学校

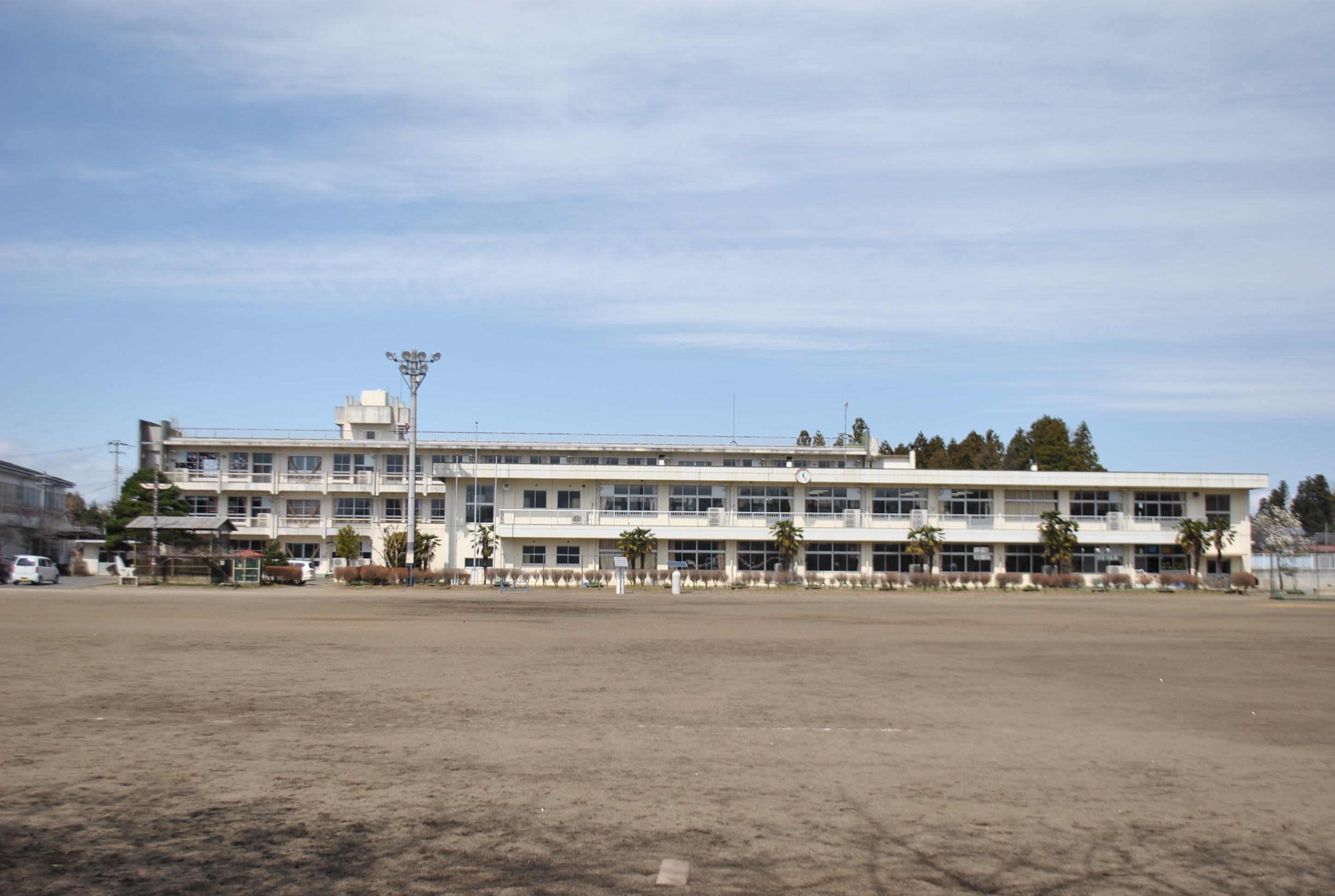
全景

矢吹町立中畑小学校（やぶきちょうりつ なかはたしょうがっこう）は、福島県西白河郡矢吹町にある公立の小学校である。
矢吹町の南端に位置し、主に、旧中畑村地域を通学区域とする。

## 沿革
- 1873年9月23日 - 中畑小学校創立。町内の澄江寺内に寺子屋方式で設けられた。
- 1887年4月4日 - 中畑尋常小学校に改名。
- 1912年

9月23日 - 台風により校舎が大破。
11月12日 - 校舎が村内本村に移転。
- 1929年4月22日 - 講堂を新築。
- 1941年4月1日 - 中畑村国民学校に改名。
- 1947年4月1日 - 新学制の発足に伴い、中畑村立中畑小学校に改名、中畑中学校を併設する。
- 1955年

2月3日 - 校舎を増築。
3月31日 - 中畑村が矢吹町に編入合併したことに伴い、矢吹町立中畑小学校に改名する。
- 1957年 - 保健体育優秀校として、文部省（現：文部科学省）より表彰を受ける。
- 1965年4月1日 - 併設されていた中畑中学校が、矢吹中学校に統合される。
- 1970年4月1日 - 特殊学級開設、移転工事着工。
- 1972年8月30日 - 現在地に新校舎落成。
- 1973年

6月14日 - プールが完成。
9月23日 - 創立100周年記念式典開催。
- 1975年- 完全給食開始。
- 1984年12月25日 - 南校舎増築工事完成。
- 1981年10月2日 - 校旗を新調。
- 1990年12月1日 - 体育館を新築。
- 2011年

3月11日 - 東日本大震災の発生に伴い、体育館のステージが使用禁止となる。同時に、校舎が避難所になる。
 3月15日 - 避難所が閉鎖、矢吹中学校に統合される。
5月2日 - 福島第一原子力発電所事故の発生に伴い、空中放射線量の測定を開始。
6月～8月 - 放射線量低減のため、校庭の表土除去工事を実施。
- 2012年2月6日 - 空間線量を計測するリアルタイムモニタリングポストを設置。

## 所在地・交通
福島県西白河郡矢吹町中畑329
- JR東日本矢吹駅より約5.2km。
- あぶくま高原道路矢吹中央インターチェンジより約3.5km。